# Estrutiocultura
Estrutiocultura é o ramo da Zootecnia que trata da criação econômica e racional de avestruzes.

## Etimologia e história
A criação comercial de avestruzes no Brasil começou em 1995 quando o casal Marco Costa e Laura Luchini, fundadores da NovAvis, trouxeram doze filhotes da Itália. O termo "estrutiocultura" vem do latim struthio (avestruz) + cultura (criação), e foi usado pela primeira vez em entrevista com a Radiobrás em março de 1997. Sucessivamente, o termo apareceu na imprensa em julho do mesmo ano.
Desde então, vem crescendo rapidamente como uma das mais rentáveis atividades agropecuárias, sendo o estado de São Paulo o maior criador.
Em 2005, o plantel nacional conta mais de 300.000 aves distribuídas em cerca de três mil criatórios. (Fonte: Anuário da Estrutiocultura Brasileira, 2005/06, ACAB.)

## Dados Nutricionais
Para surpresa de muitos, embora seja uma ave, o avestruz produz uma deliciosa carne vermelha que possui o sabor muito parecido com o filé mignon, porém com níveis de calorias, gordura e colesterol muito mais baixos, conforme mostra a tabela:
```
               
Calorias
      
Gordura
        
Colesterol
 
   Avestruz      96,6          1,2              58 
   Boi            240           15              77
```

## Raças
Pode-se dizer que existem quatro raças principais: 
1. Black Neck: Pescoço Preto
2. Blue Neck: Pescoço Azul
3. Red Neck: Pescoço Vermelho
4. African Black: Híbrido comercial

Embora seja de menor porte, a raça African Black é a mais indicada para se iniciar a criação, por se tratar de animais mais dóceis, fáceis de lidar e com início precoce da fase de postura.

## Produtos
- Carne: um avestruz produz entre 30 a 45 quilos de carne vermelha de primeira qualidade. São poucos os fornecedores no Brasil com autorização para abate comercial, mas com o aumento do plantel a tendência é que mais empresas iniciem o abate de suas aves. O quilo da carne de avestruz, que já chegou a custar em torno de US$ 50,00, hoje já pode ser encontrado na faixa de US$ 30,00.
- Couro: é utilizado na confecção de bolsas, carteiras, roupas, valendo de U$ 200,00 a U$ 300,00 o metro quadrado.
- Plumas: Uma ave adulta gera cerca de 2 kg de plumas por ano. O Brasil, por ser o maior importador mundial de plumas, é um grande mercado para o produto.
- Ovos: Um ovo de avestruz pesa entre 1,2 kg e 1,8 kg. Ovos inférteis são utilizados para o artesanato, sendo comercializados entre US$ 4,00 e US$ 8,00 por unidade.
- Filhotes: é atualmente no Brasil a maior fonte de renda para os criadores pois o país está na fase de formação de plantel.